# Luodian
Luodian (chinesisch 罗甸县, Pinyin Luódiàn Xiàn) ist ein Kreis im Autonomen Bezirk Qiannan der Bouyei und Miao im Süden der chinesischen Provinz Guizhou. Luodian hat eine Fläche von 3.009,6 km² und zählt 261.700 Einwohner (Stand: Ende 2018). Sein Hauptort ist die Großgemeinde Longping (龙坪镇).

## Administrative Gliederung
Auf Gemeindeebene setzt sich der Kreis aus sieben Großgemeinden und neunzehn Gemeinden zusammen. Diese sind: 
- Großgemeinde Longping 龙坪镇
- Großgemeinde Bianyang 边阳镇
- Großgemeinde Fengting 逢亭镇
- Großgemeinde Moyang 沫阳镇
- Großgemeinde Maojing 茂井镇
- Großgemeinde Luokun 罗悃镇
- Großgemeinde Hongshuihe 红水河镇
- Gemeinde Bangeng 板庚乡
- Gemeinde Yungan 云干乡
- Gemeinde Bazong 八总乡
- Gemeinde Limu 栗木乡
- Gemeinde Luosha 罗沙乡
- Gemeinde Jiaoyan 交砚乡
- Gemeinde Dongwang 董王乡
- Gemeinde Muyin 木引乡
- Gemeinde Naping 纳坪乡
- Gemeinde Dongdang 董当乡
- Gemeinde Dongjia 董架乡
- Gemeinde Pingyan 平岩乡
- Gemeinde Fengting 凤亭乡
- Gemeinde Dating 大亭乡
- Gemeinde Banren 班仁乡
- Gemeinde Luosu 罗苏乡
- Gemeinde Luomu 罗暮乡
- Gemeinde Gouting 沟亭乡
- Gemeinde Luotuo 罗妥乡